# Undernet
Undernet är ett IRC-nätverk. Undernet skapades i oktober 1992.